# Mink van Rijsdijk
Mink van Rijsdijk eigentlich Wilhelmina Miep Helena Quelle (geboren 4. Juni 1922 in Diemen; gestorben 23. Februar 2000 in Rotterdam) war eine niederländische Publizistin, Feministin und Aktivistin in der Widerstandsbewegung gegen die deutsche Besatzung der Niederlande im Zweiten Weltkrieg.

## Leben
Wilhelmina Helena Quelle wurde am 4. Juni 1922 in Diemen geboren. Sie war das älteste Kind des Chemikers und Besitzers eines Buch- und Schreibwarengeschäfts Johan Willem Quelle (1899–1967) und Klaasje Smit (1899–1977) und hatte einen Bruder Arend (1926–1945). Ihre Mutter war reformiert, ihr Vater Mitglied der SDAP und aus der Kirche ausgetreten. So wurde Miep Quelle zunächst nicht getauft, bis der Amsterdamer Pfarrer Harresteijn sich Ende 1922 zur dazu bereit erklärte. Ihre Familie zog nach Soest, dort besuchte sie die weiterführende Schule und nahm anschließend an Sprach- und Eloquenzkursen teil. Ihr Ziel war es Deklamatorin zu werden, doch dazu kam es wegen des Ausbruchs des Krieges nicht.
Miep Quelle verlobte sich während des Krieges mit dem Sohn des Pfarrers, Jenne Johannes Wielenga (1922–2007), den sie durch die Reformierte Kirche in Soest kannte. Ihre, aber auch Jennes Eltern boten während der Besetzung der Niederlande Fliehenden Unterschlupf. Als sie aufgrund einer Nierentuberkulose krank im Bett lang, fungierte sie als Bindeglied im Kurierdienst des Widerstands. Unter dem Vorwand, Kranke zu besuchen, wurde Post unter ihrer Matratze versteckt und danach wieder abgeholt. Als ein Kurier benötigt wurde, fragte Miep ihre Freundin aus Kindertagen, Miep Oranje, ob sie helfen könne. Oranje half aus, wurde jedoch vom Sicherheitsdienst aufgegriffen und übernahm danach eine Doppelrolle. Sie begann eine Beziehung mit einem deutschen Offizier und fungierte als Köder für die Verhaftung von Widerstandskämpfern. In der Nach zu Mieps Geburtstag vom 3. auf den 4. Juni wurde das Haus der Familie Quelle durchsucht. Mieps Vater wurde verhaftet, sie selbst blieb jedoch aufgrund ihrer Krankheit verschont.
Einige Mitarbeiter des Sicherheitsdienstes blieben im Haus, sie wollten auf Widerstandskämpfer warten, die Miep Quelle zum Geburtstag gratulieren wollten. Miep Quelle konnte aus dem Haus entkommen um die übrige Gruppe zu warnen. Sie kam jedoch zu spät. Ihr Verlobter Jenne und ihr Bruder Arend waren bereits verhaftet worden. Später wurde aufgedeckt, dass die Aktion auf Informationen von Miep Oranje zurückzuführen war. Miep Quelle tauchte für einige Wochen in Apeldoorn unter und kehrte gegen Ende des Krieges nach Soest zurück. Jenne Wielenga wurde in das Lager Durchgangslager Amersfoort verlegt, dort erkrankte er an Diphtherie, so entging er der Deportation. Ihr Bruder Arend Quelle wurde ins KZ Neuengamme deportiert, dort starb er. Beim Verband für den ehemaligen Widerstand in Südholland beteiligte sich Miep Quelle später aktiv an den Ermittlungen gegen Miep Oranje. Der Verrat von Miep Oranje sollte sie für den Rest ihres Lebens verfolgen.

### Aus Miep wird Mink
Nach dem Krieg und einer kurzen Unterbrechung der Verlobung heiratete Miep Quelle am 22. August 1947 in Soest Jenne Wielenga, der inzwischen Buchhalter war. Das Paar ließ sich in Hillegersberg bei Rotterdam nieder, wo Jenne ein Büro hatte. Anfang der 1950er Jahre gab Miep Quelle im ganzen Land Sprechunterricht und rezitierte Gedichte. Außerdem wurde sie künstlerische Leiterin der Theatergruppe Podium. 1954 zog die Familie nach Rhoon. Inzwischen waren die Söhne Jenne (1953) und Friso (1956) geboren worden, 1957 folgte die Tochter Claran. Über die Ereignisse ihres täglichen Lebens schrieb sie eine Reihe von Artikeln, die sie auf Anraten eines Bekannten an den Chefredakteur der sogenannten „Kwartetbladen“ (vier protestantisch-christliche Tageszeitungen in Südholland) schickte und erhielt ab 1960 eine wöchentliche „cursiefje“ und sie trat dem christlichen Autorenverband Schrijverscontact bei.
Ihre Werke verfasste sie unter dem Namen Mink van Rijsdijk: „Mink“ war der Kosename ihres Mannes, „Rijsdijk“ war die Adresse in Rhoon, wo sie lebten. Ihr Pseudonym, unter dem sie inzwischen bekannt geworden war, führte dazu, dass sie nun von vielen Mink genannt wurde. Mink van Rijsdijk hörte nach sechs Jahren auf, Kolumnen für das Kwartetbladen zu schreiben. Sie begann auf Anregung des Verlegers Kok einen Roman zu verfassen. Der Roman erschien 1965 unter dem Titel „Edith Scheper“. Er war kein Erfolg. Im selben  Zeitraum unternahm sie mehrere Reisen für ihre Romane, unter anderem nach Tansania, Curaçao und Sumba (Indonesien), wo ihr Schwiegervater als Missionar tätig war.
Nachdem sie mit ihrer Familie 1968 nach Uitwijk gezogen war, wurde sie für den Niederländischen Christlichen Frauenverband aktiv. Sie hielt für verschiedene NCVB-Abteilungen Vorträge über die Emanzipation der Frau. Auf Wunsch ihres Verlegers verfasste sie eine Broschüre über die Emanzipation christlicher Frauen. Sie berichtete auch über den ökumenischen Rat der Kirchen und seine Zusammenkünfte in Berlin (1974) und Nairobi (1975). Danach begann Mink wieder mit dem Kolumnenschreiben, das ihrer Aussage nach ihr eigentlicher Beruf sei. Trouw stimmte einer wöchentlichen Kolumne zu und veröffentlichte die erste Kolumne am 17. Februar 1975. Auch diese Kolumnen dienten, wie Mink selbst sagte, „vor allem der Unterhaltung“. Es ging dabei um schöne, berührende oder traurige Dinge des Alltags. Sie führte in jener Zeit auch Interviews und schrieb Reportagen für Margriet, Libelle und Prinses.
Auch veröffentlichte Mink van Rujsdijk Broschüren, die für sie in eine „schwierige Ecke“ fielen. Sie schrieb über den Umgang mit Trauer, Selbstmord, Phobien und Sexualität. Ihr Werk „Deine Mutter war heute wieder sehr verwirrt“ (1976), über das Krankenbett ihrer Mutter, bedeutete für Mink den Durchbruch. Zu ähnlichen Themen gestaltete sie Hörfunksendungen für den NCRV sowie die Fernsehsendung „Grensgesprek“, in denen in Interviews die persönliche Auseinandersetzung mit dem Glauben im Mittelpunkt stand.
Für Foster Parents Plan Foundation und die niederländische Lepra-Stiftung bereiste sie in den 1980er Jahren mehrere Entwicklungsländer. Sie schrieb mehrere Artikel und zwei Kinderbücher darüber: „Schwarz auf Weiß“ (1987) und „Hoera het regent“ (1988). Mit ihrem Mann zog sie 1989 nach Sleeuwijk. Ihre Kolumne bei Trouw endete 1991, danach schrieb sie bis 1998 eine Kolumne für das Friesch Dagblad.
Mink van Rijsdijk starb am 23. Februar 2000 nach kurzer Krankheit an den Folgen einer Gehirnblutung im Dijkzigt-Krankenhaus in Rotterdam. Ihr letztes Buch, „Reünie op papier“, wurde posthum veröffentlicht.

### 101 Vrouwen en de oorlog
Ihre Biografie wurde in das Buch 101 Vrouwen en de oorlog, der Historikerin und Schriftstellerin Els Kloek mit 101 Biografien von Frauen, die im Zweiten Weltkrieg im Kontext der niederländischen Geschichte eine Rolle spielten, aufgenommen.